# ليديا تشوجديكا
ليديا تشوجديكا لياندرو (بالبولندية: Lidia Chojecka-Leandro) هي عداءة مسافات متوسطة بولندية ولدت في يوم 25 يناير 1977 في مدينة سيدلتشه في بولندا، إختصت بسباقات 1500 و3000 متر، أبرز إنجازاتها هو فوزها بالميدالية البرونزية في بطولة العالم لألعاب القوى داخل الصالات 1997 في باريس في سباق 1500 متر وفازت بالميدالية البرونزية أيضاً في بطولة العالم لألعاب القوى داخل الصالات 1999 في مايه-باشي في اليابان في نفس السباق وفازت بميدالية برونزية أخرى في  بطولة العالم لألعاب القوى داخل الصالات 2006 في موسكو في سباق 3000 متر، كما فازت بميداليات أخرى في بطولة أوروبا لألعاب القوى داخل الصالات، أفضل رقم شخصي لها في سباق 1500 متر هو 3:59.22 دقيقة سجل في سنة 2000 وأفضل رقم لها في سباق 3000 متر هو 8:31.69 دقيقة سجلته في سنة 2002.

## روابط خارجية
- ليديا تشوجديكا على موقع الاتحاد الدولي لألعاب القوى (الإنجليزية)
- ليديا تشوجديكا على موقع الرابطة البولندية لألعاب القوى (البولندية)
- ليديا تشوجديكا على موقع الدوري الماسي (الإنجليزية)
- ليديا تشوجديكا على موقع أوليمبيديا (الإنجليزية)
- ليديا تشوجديكا على موقع اللجنة الأولمبية البولندية (مؤرشف) (البولندية)